# Samšina
Samšina (en allemand : Samschin) est une commune du district de Jičín, dans la région de Hradec Králové, en République tchèque. Sa population s'élevait à 255 habitants en 2022.

## Géographie
Samšina se trouve à 10 km à l'ouest-nord-ouest de Jičín, à 51 km au nord-ouest de Hradec Králové et à 72 km au nord-est de Prague.
La commune est limitée par Mladějov au nord, par Zámostí-Blata au nord-est, par Holín et Dolní Lochov à l'est, par Ohařice au sud-est, par Markvartice au sud, par Sobotka au sud-ouest et à l'ouest.

## Histoire
La première mention écrite de la localité date de 1352.

## Administration
La commune se compose de cinq sections :
- Samšina
- Betlem
- Drštěkryje
- Plhov
- Všeliby

## Transports
Par la route, Rokytňany se trouve à 9,7 km de Jičín, à 59 km de Hradec Králové et à 86 km de Prague. 